# كزن
كزن هي قرية في مقاطعة سميرم، إيران. يقدر عدد سكانها بـ 206 نسمة بحسب إحصاء 2016.